# Хвороба Шамберга
Хвороба Шамбе́рга (англ. Schamberg's disease; progressive pigmentary dermatosis of Schamberg; Schamberg's purpura) — рідкісне хронічне захворювання шкіри з групи прогресивного пігментного дерматозу (гемосидерозу шкіри).

## Етимологія
Хворобу було названо на честь американського дерматовенеролога Джея Френка Шамберга (англ. Jay Frank Schamberg; роки життя 1870—1934), який першим описав її

## Етіологія
До сьогодні достеменно невідома. Уражає переважно молодих чоловіків.

## Патогенез
Розвивається внаслідок того, що за якихось причин кровоносні судини нижніх кінцівок стають проникними для витікання крові у тканини з вивільненням з еритроцитів заліза і утворенням там пігменту гемосидеріну. Патоморфологічно спостерігають розширення капілярів і проліферацію їхнього ендотелію, незначну периваскулярну лімфогістіоцитарну інфільтрацію.

## Клінічні прояви
Розрізняють локалізовану і поширену форми. Початок хвороби — утворення на шкірі характерних точкових червонуватих плям подібних на крупинки кайєнського перцю. Особливо це видно всередині елементів висипу й на краю старих уражень. Внаслідок їхнього злиття і периферичного зростання утворюються бляшки буро-коричневого забарвлення, розмірами від 1 до 10 см, на яких посилений шкірний малюнок, може бути лущення, а пізніше поверхнева атрофія. Часто супроводжує помірне свербіння. Вогнищ кільцеподібної форми не утворюється. Локалізується при локалізованій формі звичайно на гомілках і стопах. Рідше відбуваються висипання на стегнах, руках, обличчі, тоді вважають, що це вже поширена форма. У хворих можуть бути як поодинокі елементи, так і масивні висипання.

## Лікування
На сьогодні етіотропного лікування не винайдено. Рекомендують місцево мазі з глюкокортикостероїдами, короткочасні аплікації снігом вугільної кислоти, хлоретилові зрошення. Внутрішньо вітаміни С, К; антигістамінні препарати.